# Ruta Estatal de Nevada 445
La Ruta Estatal de Nevada 445, y abreviada SR 445 (en inglés: Nevada State Route 445) es una carretera estatal estadounidense ubicada en el estado de Nevada. La carretera inicia en el Sur desde la Nugget Ave in Sparks hacia el Norte en la Warrior Point Park Rd al norte de Sutcliffe. La carretera tiene una longitud de 67,2 km (41.767 mi).

## Mantenimiento
Al igual que las autopistas interestatales, y las rutas federales y el resto de carreteras estatales, la Ruta Estatal de Nevada 445 es administrada y mantenida por el Departamento de Transporte de Nevada por sus siglas en inglés Nevada DOT.

## Cruces
La Ruta Estatal de Nevada 445 es atravesada principalmente por la  I 80  SR 659  SR 446 .